# فار وست
فار وست یا (به انگلیسی: Far West) ناحیه‌ای واقع در ایالت نیو ساوت ولز در استرالیا می‌باشد.
تنها شهر این ناحیه بروکن سیتی و سایر شهرهای کوچک آن شامل بورک. بره‌وارینا. کوبار. ایوانهو و ونتوورث می باشد.
صنعت مهم این منطقه معدن است.